# Новгородский поход Ярослава Ярославича (1270 год)
Новгородский поход Ярослава Ярославича (1270 год)  — поход Ярослава Ярославича, великого князя Владимирского, Новгородского и Тверского на Новгород для возвращения стола, потерянного им в результате мятежа в Новгороде.
Ярослав Ярославович организовал военный поход на Новгород и обратился за помощью к своему сюзерену ордынскому хану Менгу-Тимуру, обвинив новгородцев в отказе выплаты дани. Однако в результате визита в орду Василия Ярославича, князя Костромского обвинения в неуплате налогов с новгородцев были сняты. Посланный в помощь Ярославу ордынский отряд был возвращен с марша. С помощью ордынских послов вопрос был решен мирным путем и Ярославу Ярославичу был возвращен новгородский стол, на владения которым у него был ханский ярлык.

## История
В 1270 году новгородцы в результате мятежа изгнали Ярослава Ярославича, великого князя Владимирского, Новгородского и Тверского. Согласно Новгородской I летописи «бысть мятежъ в Новегороде; начата изгонити князя Ярослава из Новагорода, и созвониша вече».
В результате Ярослав стал готовить поход на Новгород и отправил своему сюзерену золотоордынскому хану Менгу-Тимуру просьбу о помощи. Он обвинил новгородцев в отказе об уплате дани в Орду (ордынского выхода) и в оказании ему, великому князю и представителю хана «бесчестия».
В поход на Новгород пошли войска самого Ярослава Ярославовича, а также Дмитрия Александровича, князя Переяславского, Глеба Ростиславовича, князя Смоленского, а из Орды им в помощь вышел отряд посланный Менгу-Тимуром.
Новгородцы оказали войску великого князя сильное сопротивление — «поставиша острогъ около города по обе стороны», «выидоша всь град въ оружьи от мала и до велика», и «то уведавъ, Ярославъ поиде… к Русе и селе в Русе».
Василий Ярославич, князь Костромской, брат князя Ярослава вместе с новгородскими послами Петром Рычагом и Михаилом Пинещиничем отправились в Орду где смогли оправдать Новгород перед Менгу-Тимуром. В результате Менгу-Тимур отозвал свой отряд с марша, а в Новгород были посланы ордынские послы Човчу и Банши с грамотой хана для утверждения Ярослава на новгородском столе.
Непосредственно военных действия не велись, конфликт был разрешен мирным путем. Между Ярославом Ярославовичем и Новгородом была подписана договорная грамота, скрепленная ордынскими послами.